# 최희원
최희원(1999년 5월 11일 ~ )은 대한민국의 축구 선수로, 포지션은 센터백이다. 현 충남 아산 FC 소속이다.

## 클럽 경력
최희원은 전북 현대 모터스의 유소년 팀인 전주영생고등학교 축구부 출신으로, 우선지명을 받은 이후 중앙대학교 축구부에 입단하였다. 최희원은 중앙대학교 재학 시절 2019년 추계대학축구연맹전에서 우승하는 데에 일조하였다.
K리그1 2020 시즌을 앞두고, 전북 현대 모터스와 프로 계약을 체결하였다.
2020년 7월 22일, K리그1 성남 FC로 6개월 간 임대를 떠났다.
2022시즌을 앞두고 전남 드래곤즈로 이적하였다.